# Santibáñez-Zarzaguda
Santibáñez-Zarzaguda és un poble situat en la província de Burgos, a Castella i Lleó. Es troba a una distància de 20 Kilòmetres de la capital, Burgos. En 2006 tenia 233 habitants, 125 homes i 108 dones.
Pertany al terme municipal del Valle de Santibáñez (Burgos), municipi creat als anys 80 per la unió de diversos anteriorment independents.
Inclou la localitat de Miñón, independent fins a mitjans del segle xix. Aquesta localitat tenia 13 habitants l'any 2006.

## Edificis d'interès
Església de San Nicolás, declarada monument nacional el 8 de novembre de 1991 BOE 03/12/1991. D'estil gòtic, té una planta de tres naus, amb elements decoratius romànics en la torre d'estil herrerià. També hem de ressaltar el Retaule de Colindres i el tríptic flamenc.
En tot el poble hi ha diverses cases blasonades.